# 黃樹棠
黃樹棠（1945年9月20日—2021年4月10日），男，香港影視演員。其胞妹是演員黃文慧，兒子是配音員黃榮璋。曾為麗的電視、無綫電視及亞洲電視旗下藝人。

## 生平
黃樹棠早年在澳門澳門半島生活和入讀小學，少年時隨家人移居香港九龍油尖旺區彌敦道580號的樓宇。父親是同濟中學的一名教師，曾是木蘭之友女子足球隊領隊。黃有六兄弟姊妹，排行第五的胞妹為演員黃文慧。他完成中學課程便打算投考警察，適逢黃文慧在1965年看見電影公司「仙鶴港聯影業」招收藝員訓練班新生的廣告，便前往報名，結果獲取錄。黃樹棠於三個月後也跟隨報名，因而成為訓練班的一員。畢業後在公司開拍《女黑俠威震地獄門》時跟劉家良和唐佳學當動作演員。在1970年代初期，他已在香港電影中頻繁亮相。後來同時在麗的電視（1976年起）及電影圈擔任武術指導兼幕前演員。曾是《天蠶變》一劇的武指候選人，但於1979年因私自接洽工作引起人事問題，被麗的以阻撓《天蠶變》拍攝為由解約。直至1979年參演徐克執導的《蝶變》期間，他獲無綫電視招手羅致旗下。兩年後商量續約問題時，無綫電視高層出言不遜，令黃樹棠怒不可遏，打傷對方，繼而轉到電影圈發展。而另一個於1981年不續約的原因是無綫電視認為黃支持好友周潤發當年跟電視台一度鬧翻而遠走加拿大一事，為此他需要被懲罰。黃樹棠同年簽約梁李少霞的珠城電影公司，首次擔任電影導演兼演員。
然而他此後的發展不順，遂重返電視圈。同期與朋友及黃文慧在油麻地經營燒臘店，又在九龍灣淘大商場開設「神助日本料理」。1986年10月，黃樹棠重返亞洲電視（原麗的電視），為其服務超過十年，參演數十部電視劇集。代表作為《我和殭屍有個約會》系列中的“求叔”何應求。2004年參演《我和殭屍有個約會III之永恆國度》后離開亞洲電視。不久獲朋友介紹到東南亞發展，並在2015年於越南憑電視劇集《Unbreakable》（Thề không gục ngã）獲封為當地的視帝。近年他鮮有幕前演出，主力擔任學校功夫班的導師。2020年獲香港動作特技演員公會頒發傑出貢獻獎，以表揚其多年來在動作指導方面的努力。2018年，他確診患上大腸癌二期，接受手術後逐漸康復過來。但在2020年12月因癌病復發，發現癌細胞轉移至肺部引致呼吸不順而被送院留醫。
2021年4月10日，黃樹棠因癌病導致器官衰竭病逝，享年75歲，其死訊由兒子黃榮璋公佈。

## 個人生活
黃樹棠於1982年與其歌唱老師、較他年紀小五年的圈外人胡桂蘭結婚，二人婚後育有一子黃榮璋。胡氏於2005年因癌症離世。

## 演出作品
*以下列表只記錄黃樹棠演出過的影視作品，若有遺漏，請協助補充相關資料。

### 電視劇（無綫電視）
| 首播   | 名稱       | 角色       | 備註                               |
| 1979年 | 英雄無淚   | 高漸飛     | 男主角                             |
| 1979年 | 楚留香     | 中原一點紅 |                                    |
| 1979年 | 網中人     | 阿威       |                                    |
| 1980年 | 離別鈎     | 楊錚       | 男主角                             |
| 1980年 | 鹽梟       | 林參       |                                    |
| 1980年 | 親情       | 蘇達成     |                                    |
| 1980年 | 聲寶喜相逢 |            |                                    |
| 1980年 | 新C.I.D.   | 喪波       |                                    |
| 1980年 | 千王之王   | 楊堅       |                                    |
| 1981年 | 四季情     |            |                                    |
| 1981年 | 過客       | 曾署長     |                                    |
| 1981年 | 龍虎雙霸天 |            |                                    |
| 2019年 | 荷里活有個大老千 | 關權       | 此劇是生前最後一套拍攝的電視劇集。 |

### 電視劇（麗的電視 / 亞洲電視）
| 首播   | 名稱                         | 角色                      | 備註                                                            |
| 1976年 | 大家姐                       | 羅均                      |                                                                 |
| 1976年 | 十大刺客之刺馬               | 張文祥                    |                                                                 |
| 1976年 | 錦繡人生之龍虎武師           | 阿標                      |                                                                 |
| 1977年 | 大丈夫                       |                           |                                                                 |
| 1977年 | 七武器之七殺手               | 龍五公子                  |                                                                 |
| 1977年 | 三少爺的劍                   | 葉少坤                    |                                                                 |
| 1978年 | 追族                         | 阿榮                      |                                                                 |
| 1978年 | 李後主                       | 馬承信                    |                                                                 |
| 1986年 | 少林五壯士                   |                           |                                                                 |
| 1987年 | 獅王之王                     |                           |                                                                 |
| 1987年 | 金鳳凰                       | 完顏哈赤奴                |                                                                 |
| 1987年 | 武林故事                     | 龍四                      |                                                                 |
| 1987年 | 新小五義                     | 屠天龍                    |                                                                 |
| 1989年 | 皇家檔案之尖咀一條龍         |                           |                                                                 |
| 1989年 | 愛情蝙蝠俠                   | 詹日佳                    |                                                                 |
| 1989年 | 野櫻花                       | 傑                        |                                                                 |
| 1989年 | 小白龍                       | 三招了                    |                                                                 |
| 1990年 | 隔世天師                     | 卡里古拉                  |                                                                 |
| 1991年 | 上海一九四九                 |                           |                                                                 |
| 1991年 | 中華英雄之中華傲訣           | 刀中不二                  |                                                                 |
| 1991年 | 豪門                         |                           |                                                                 |
| 1992年 | 摩登七十二家房客             |                           |                                                                 |
| 1992年 | 龍在江湖                     | 林佳                      |                                                                 |
| 1992年 | 勝者為王II天下無敵           | 賀非                      |                                                                 |
| 1992年 | 今裝戲寶之難兄難弟           | 陸志興                    |                                                                 |
| 1993年 | 鎗神                         | 卓不凡                    |                                                                 |
| 1993年 | 天蠶變之再與天比高           | 柳先秋                    |                                                                 |
| 1993年 | 九命奇冤梁天來               | 楊狀師                    |                                                                 |
| 1994年 | 城中姊妹花                   |                           |                                                                 |
| 1994年 | 洪熙官                       | 白眉 / 愛新覺羅胤禵       |                                                                 |
| 1994年 | 郎心如鐵（又名《失落真心》） | 泰國海關                  |                                                                 |
| 1995年 | 九王奪位                     | 韋公公                    |                                                                 |
| 1995年 | 法外英雄                     |                           |                                                                 |
| 1995年 | 新包青天                     | 崔老大 呼延守勇 龍崎 曾珣 | 單元《英雄本色》 單元《鐵丘墳》 單元《仇之劍》 單元《英列千秋》 |
| 1996年 | 殭屍道長                     | 方圖                      |                                                                 |
| 1996年 | 千王之王重出江湖             | 許八達                    |                                                                 |
| 1996年 | 誰是兇手·一屋廿三夥          | 王華東                    |                                                                 |
| 1996年 | 萬事勝意                     |                           |                                                                 |
| 1997年 | 國際刑警·玉山狙擊            | 林大初                    |                                                                 |
| 1997年 | 肥貓正傳                     | 沈樹根                    |                                                                 |
| 1997年 | 97變色龍                     | 王志祥                    |                                                                 |
| 1997年 | 雪花神劍                     | 南怪巫崎                  |                                                                 |
| 1997年 | 屋企有個肥大佬               | 徐德有                    |                                                                 |
| 1997年 | 我來自潮州                   | 林榮超                    |                                                                 |
| 1997年 | 樂師傅週記                   |                           |                                                                 |
| 1998年 | 流氓·律師                    | 黎漢祖                    |                                                                 |
| 1998年 | 非常女警                     | 梁勝                      |                                                                 |
| 1998年 | 與狼共枕                     | 葉烔權                    |                                                                 |
| 1998年 | 我和殭屍有個約會             | 何應求                    |                                                                 |
| 1999年 | 肥貓正傳II                   | 顧家                      |                                                                 |
| 1999年 | 英雄之廣東十虎               | 劉永福                    |                                                                 |
| 1999年 | 南海十三郎                   | 馬師曾                    |                                                                 |
| 1999年 | 我和殭屍有個約會II           | 何應求                    |                                                                 |
| 2000年 | 寶島春夢                     | 國安局長                  |                                                                 |
| 2000年 | 影城大亨                     | 曹美蘭父親                |                                                                 |
| 2000年 | 電視風雲                     | 方元                      |                                                                 |
| 2000年 | 你想的愛                     | AM                        |                                                                 |
| 2001年 | 非常好警                     | 徐根全                    |                                                                 |
| 2001年 | 騷東坡                       | 餃子                      |                                                                 |
| 2002年 | 搶摃夫妻                     | 毛裘                      |                                                                 |
| 2002年 | 吉祥任務                     | 戴鵬飛                    |                                                                 |
| 2003年 | 萬家燈火                     | 鄧運來                    |                                                                 |
| 2003年 | 女俠丁叮噹                   | 吉祥                      |                                                                 |
| 2003年 | 暴風型警                     | 司徒星                    |                                                                 |
| 2004年 | 八號巴士站站情               | 李雪                      |                                                                 |
| 2004年 | 愛在有情天                   | 沈力健                    |                                                                 |
| 2004年 | 我和殭屍有個約會Ⅲ之永恆國度  | 何應求/地藏代理           |                                                                 |
| 2004年 | 爸爸兩邊走                   | 高柏飛                    |                                                                 |
| 2006年 | 香港奇案實錄·五屍離奇命案    | 神佬                      |                                                                 |
| 2010年 | 勝者為王                     | 佘耀中                    |                                                                 |

### 電視劇（香港電台）
- 1984年《香江歲月》第一集 飾 鍾四朗
- 1991年《香港夢》：兩地書
- 1991年《城市人》：我父我主
- 2001年《現代童話》：屋邨三小豬
- 2010年《愛回家》：有福同享
- 2010年《證義搜查線》 飾 朱伯
- 2013年《申訴》：執雞 飾 招積叔
- 2014年《社企有道II》：仁心仁術
- 2014年《總有出頭天II》：創業的天空
- 2019年《星星的孩子》：魚蛋 飾 Martin
- 2021年《格外樓神》：真相（上、下） 飾 盧逸遠

### 其他劇集
- 2015年 《Unbreakable》（Thề không gục ngã）（越南）
- 2017年 《反黑》 飾 許金泉（網劇）
- 2020年 《黑白禁區》 飾 煙斗（中國大陸）

### 舞台劇 / 音樂劇
- 《我是過來人之香港情》（2017年8月10日　上環文娛中心劇院)
- 《我是過來人之南北一家親》（2018年6月14-16日　牛池灣文娛中心劇院）
- 《難兄難弟》（2019年2月1日，2019年7月21日重演　屯門大會堂演奏廳）

### 短片
- 2019年《我唔止和殭屍有個約會 （页面存档备份，存于）》飾 何應求

### 節目嘉賓
- 2011年：亞視經典劇集話當年
- 2012年：亞視百人（第31集）

### 廣告
- 2017年：《八達通App》（與尹天照、邵美琪、談善言）

### 電影
- 老夫子三救傻仔明（1966年）飾 飛仔
- 金鼎遊龍（1966年）飾 程良
- 老夫子與大蕃薯（1966年）
- 大師姐（1967年）飾 藝員
- 女黑俠威震地獄門（1967年）
- 碧眼魔女（1967年）飾 岳吟風
- 漁港恩仇（1967年）
- 一劍香（1969年）
- 保鏢（1969年）
- 報仇（1970年）
- 大羅劍俠（1970年）
- 總有一天捉到你（1970年）
- 插翅虎（1970年）
- 龍虎鬥（1970年）
- 新獨臂刀（1971年）
- 拳擊（1971年）
- 無名英雄（1971年）
- 鷹王（1971年）
- 瘋狂殺手（1971年）
- 萬箭穿心（1971年）
- 雙俠（1971年）
- 合氣道（1972年）
- 四騎士（1972年）
- 方世玉（1972年）
- 快活林（1972年）
- 小拳王（1972年）
- 天下第一拳（1972年）
- 大殺手（1972年）
- 年輕人（1972年）
- 馬永貞（1972年）
- 仇連環（1972年）
- 惡客（1972年）
- 亡命浪子（1973年）
- 刺馬（1973年）
- 沖天炮（1973年）
- 殺出重圍（1973年）
- 春滿丹麥（1973年）
- 小老虎（1973年）
- 憤怒青年（1973年）
- 英雄榜（1973年）
- 警察（1973年）
- 大刀王五（1973年）
- 雙拳道（1973年）
- 黑夜怪客（1973年）
- 叛逆（1973年）
- 五虎將（1974年）飾 土匪
- 奪命刺客（1974年）
- 方世玉與洪熙官（1974年）
- 哪吒（1974年）
- 少林五祖（1974年）
- 朋友（1974年）
- 洪拳與詠春（1974年）
- 吸毒者（1974年）
- 怪人怪事（1974年）
- 一網打盡（1974年）
- 五大漢（1974年）
- 電單車（1974年）
- 龍虎走天涯（1975年）
- 鏢旗飛揚（1975年）
- 後生（1975年）
- 洪拳小子（1975年）
- 逃亡（1975年）
- 色慾和尚（1975年）
- 神打（1975年）
- 蕩寇誌（1975年）
- 八國聯軍（1976年）
- 陸阿采與黃飛鴻（1976年）
- 鐵拳小子（1977年）
- 鬼馬功夫（1978年）
- 狙擊十三（日语：ゴルゴ13 九竜の首）（1978年）飾 洪刑事
- 蝶變（1979年）飾 田風
- 奇門怪招爛頭蟀（1979年）飾 蛇形刁手
- 大控訴（1981年）
- 彩雲曲（1982年）
- 追鬼七雄（1983年）
- 唐朝豪放女（1984年）飾 孔孟武
- 義膽群英（1989年）飾 華哥手下
- 奇蹟（1989年）
- 富貴兵團（1990年）
- 跛豪（1991年）飾 警察
- 塘西風月痕（1992年）
- 情迷香港（1993年）
- 運財五福星（1996年）
- 黑獄斷腸歌之砌生豬肉（1997年）飾 報館老總
- 邪教檔案之末日風暴（1998年）飾 阿堂
- 真心話（1999年）飾 阿真父親
- 致命戀人（2000年）
- 知法犯法（2001年）飾 老夭
- 異度空間（2002年）飾 小魚父
- 福伯（2003年）飾 成叔
- 江湖（2004年）飾 蛇仔明
- 這個阿爸真爆炸（2004年）飾 三叔公
- 黑白戰場（2005年）飾 棺材
- 人在江湖（2007年）
- 三不管（2008年）飾 金先生
- 大四喜（2008年）
- 復仇者之死（2010年）飾 老鬼
- 3D肉蒲團之極樂寶鑑（2011年）飾 布袋和尚
- 古惑仔：江湖新秩序（2013年）飾 棠叔
- 藍天白雲（2017年）飾 何醫生
- 熱唱吧！（2021年）飾 華哥

## 幕後作品

### 動作設計
- 追（1978年）
- 蝶變（1979年）
- 迷蹤霍元甲（1980年）
- 江湖接班人（1988年）

### 副導演
- 鬼馬天師（1984年）

### 導演
- 血汗金錢（1983年）
- 花街神女（1991年）
- 情迷香港（1993年）

### 場記
- 一劍香（1969年）

## 獎項
- 2020年「香港動作特技演員公會」頒發「傑出貢獻獎」

## 外部連結
- 黃樹棠的Facebook專頁
- 黃樹棠的新浪微博
- 黃樹棠在香港影庫上的簡介
- 黃樹棠在互联网电影资料库（IMDb）上的資料（英文）
- 快週刊（第301期）：我看你看黃樹棠 （页面存档备份，存于）